# Wyst: Alastor 1716
Wyst: Alastor 1716 is een sciencefictionboek uit 1978 van de Amerikaanse schrijver Jack Vance. Het boek is het laatste deel uit de Alastor-reeks.
Het boek speelt zoals de andere twee delen van de Alastorreeks in de Alastorzwerm: een klein sterrenstelsel met 3000 bewoonde planeten dat doorgaans niet tot de Gaeaanse Zwerm wordt gerekend. Wel wordt er, evenals in de Zwerm, de ozol (het equivalent van 1 uur ongeschoolde arbeid) gebruikt als munteenheid. Hoewel elke planeet redelijk autonoom is, bestaat er een centrale overheid op de planeet Numenes. Staatshoofd is de Connatic en de militaire ordedienst heet de Whelm.
Wyst, de planeet waar het verhaal speelt, is een wereld van tegenstellingen. Er wonen 2 miljard mensen, van wie de meerderheid hutjemutje op elkaar woont in de Arrabus, een soort 'superstad'. Ten noorden en ten zuiden van de Arrabus liggen de 'Griezellanden' die zeer dunbevolkt zijn. In de Griezellanden wonen zigeuners, 'heksen' en zijn verder een paar kleine dorpen en stadjes. 
De Arrabus, waar zoals gezegd nagenoeg iedereen woont, wordt geregeerd volgens de ideologie van het egalisme: iedereen is gelijk. Iedereen leeft in enorme woonflats, en eet hetzelfde synthetische voedsel. Mannen en vrouwen worden als gelijk gezien en te mannelijk of vrouwelijk gedrag, waaronder flirten, wordt afgekeurd. Mannen en vrouwen wonen willekeurig bij elkaar en vrije seks is normaal en alledaags. Sterker nog, het is een van de weinige mogelijkheden tot tijdverdrijf.
Men hoeft slechts 13 uur per week te werken en de rest wordt door machines gedaan. Deze machines moeten wel worden onderhouden, en daarvoor worden dure externe technici gebruikt (Arrabijnen mogen geen specifieke kennis leren omdat dit leidt tot elitevorming). Dit trekt echter wel een enorme wissel op de economie. Een gevolg hiervan is weer dat de ozol een te onhandige rekeneenheid is en dat de Arrabus 'tokens' als munteenheid hanteert. Een ozol is ongeveer 500 tokens waard, en het uurloon is 10 tokens (terwijl elders in Alastor het uurloon per definitie 1 ozol dus 500 tokens is). Bovendien is er niet zo veel waar men de verdiende tokens aan uit kan geven, op huur en kleding na.
Het leven is echter zeer monotoon. Eten van natuurlijke oorsprong ('bonter') is zeldzaam en wordt vaak zwart verhandeld. Een commissie van vier in kapmantels gehulde personen, de Fluisteringen, regeert de Arrabus en daarmee de facto heel Wyst. Deze worden geselecteerd uit de besturen op lagere niveaus, die op hun beurt weer willekeurig werven uit de bevolking.
Bijzonder is dat op een kermis verschillende 'zelfmoordmachines' staan. Ook is het spel hussade zeer populair zoals overal in de Alastorzwerm.

## Inhoud
Jantiff Ravensroke is een jonge kunstenaar van de planeet Zeck die een prijs in een kunstwedstrijd wint: een trip naar een Alastorwereld naar keuze plus 300 ozol zakgeld. Jantiff kiest voor Wyst, omdat het licht er zo mooi is.
Jantiff neemt zijn intrek bij Skorlet, die met Esteban een dochtertje heeft, Tanzel. De merkwaardige seksuele moraal blijkt uit het feit dat er van Jantiff verwacht wordt dat hij met Skorlet 'copluleert', en dat Skorlet en Esteban geen ouderlijke en financiële verplichtingen hebben jegens Tanzel, die in een crèche opgroeit.
Al vrij snel worden zijn camera en andere spullen gestolen. Dit wordt min of meer geaccepteerd omdat iedereen evenveel bezit dient te hebben. Verder leert hij de bevallige Kedidah kennen, die een woning moet delen met de oude Sarp. Kedidah wordt Jantiffs vriendin maar gebruikt een zelfmoordmachine wanneer ze als mascotte van een hussadeteam onteerd wordt omdat het team verliest.
Jantiff hoort een vreemd gesprek tussen Skortlet, Sarp, Esteban en een onbekende vierde, dat schijnt te gaan over een vreemd plan en Jantiffs foto's. Jantiff rapporteert dit aan de afgezant van de Connatic, maar deze kan zonder bewijs niets doen. Ook verwisselt hij de 'matrix' (filmkaart) van zijn camera en bewaart die op een geheime plaats.
Kort hierop vindt een zogenaamd 'bonterfeest' plaats bij zigeuners in de Griezellanden. Hier bereiden de zigeuners bonter voor de deelnemers die bereid zijn hier fors voor te betalen. Tanzel blijkt nadien ontvoerd door de zigeuners, en Skorlet klaagt dat zij nu het ingrediënt voor het volgende bonterfeest zal zijn. Bovendien blijkt dat de zigeuners op Estebans verzoek eigenlijk Jantiff hadden willen ontvoeren en hem de matrix afnemen. Onthutst hierover en walgend dat het bonterfeest waar hij aan meegegeten heeft mensenvlees bevat, geeft Jantiff over in het bos, en neemt zich voor zo snel mogelijk te ontsnappen. Hij weet aan Esteban te ontkomen, die hem met een mes op de hielen zit. 
Jantiff realiseert zich dat Esteban, Skorlet en Sarp met een vierde persoon een plan hebben dat waarschijnlijk hoogst illegaal of misschien zelfs staatsgevaarlijk is. Hij heeft waarschijnlijk per ongeluk een foto gemaakt van deze vierde persoon en daarom zijn ze op zijn camera uit. Jantiff laat de matrix achter bij de afgezant van de Connatic, maar een paar dagen later wordt de matrix gestolen en de klerk die hem bewaarde vermoord. Bovendien wordt Jantiff als moordenaar aangemerkt en gezocht. Jantiff ontsnapt als verstekeling op een vrachtvliegtuig naar het plaatsje Blale in de Griezellanden, waar naar het schijnt een kleine ruimtehaven is. Hij hoopt vanaf daar van Wyst te kunnen ontsnappen.
In Blale ontmoet Jantiff havenmeester Eubanq, die voor 100 ozol een ruimtevlucht terug naar Zeck zal regelen. Dat geld moet wel eerst verdiend worden, dus zit er niets anders op dan geduldig te werken. Jantiff redt verder een 'heks', jonge niet-sprekende vrouw die hij Glinster noemt. Zij en haar familie werden opgejaagd en vervolgd door de bijgelovige lokale boeren. Aangezien haar familie de jacht niet overleeft, laat hij haar bij hem inwonen totdat ze weer gezond is.
De bijgelovige dorpelingen zien Glinster echter als een heks, met name wanneer blijkt dat Jantiff de 'geels' heeft opgelopen: een infectie die de vingers geel doet uitslaan. Jantiff probeert voor de volkswoede te vluchten naar het huis van burgemeester Schubart, maar daar blijken tot zijn verbazing ook Esteban, Skorlet en Sarp aanwezig. Schubart blijkt de onbekende vierde samenzweerder. De dorpelingen grijpen Jantiff echter, gooien een bijtende vloeistof in zijn ogen, en slaan zijn besmette gele vingers tot moes. Vervolgens probeert de chauffeur van Schubart hem te doden.Net op tijd verschijnt Schermatz, een inspecteur van de Connatic, de chauffeur doodt en het volksgericht beëindigt. Hij onthult dat mensen zoals Glinster helemaal geen heksen zijn, maar getraumatiseerde afstammelingen van edellieden uit de Griezellanden toen deze nog dichter bevolkt waren. De 'geels' is niets anders dan een onschuldige makkelijk geneesbare schimmelinfectie.
Het blijkt dat de economie van de Arrabus in feite op instorten stond, en de Fluisteringen zich tot de Connatic wendden voor hulp. De aangedragen hervormingen bevielen Schubart niet, en daarom kwam hij op het idee om samen met Skorlet, Esteban en Sarp de Fluisteringen te vermoorden en hun plaats in te nemen. Het was de Connatic echter opgevallen dat de Fluisteringen ineens een geheel andere toon aansloegen, en hij stuurde Schermatz om op onderzoek uit te gaan (er wordt zelfs gehint dat Schermatz de Connatic in vermomming is). Bovendien had een geheimzinnige jonge vrouw de afgezant gewaarschuwd dat Jantiff in groot gevaar verkeerde. Het plan van de samenzweerders was nu in de eindfase gekomen: het frustreren van eventuele hervormingen en het doden van iedereen die hen of de oorspronkelijke Fluisteringen persoonlijk kende of te veel van hen afwist.
De samenzweerders werden uiteindelijk gearresteerd door de Whelm, en ter dood veroordeeld. Jantiff keert in dienst van de Connatic terug naar Zeck. Na enkele maanden staat plotseling een jonge vrouw voor zijn deur: het is Glinster.